# Mitocondri

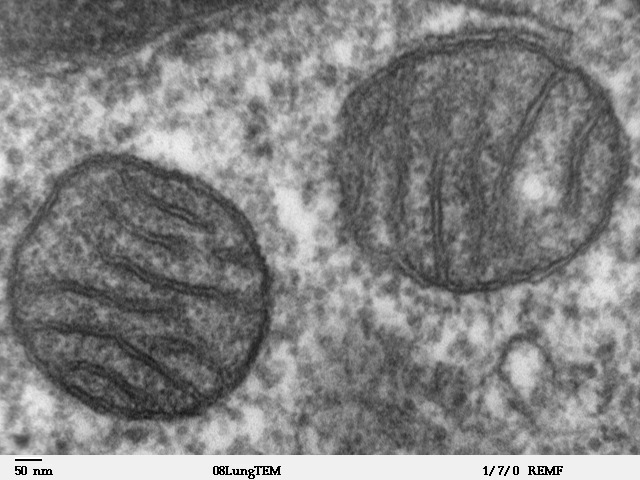
Micrografia electrònica de dos mitocondris del teixit pulmonar d'un mamífer en els quals es poden apreciar la matriu i les membranes.

Un mitocondri és un orgànul envoltat per una doble membrana que es troba en la majoria de les cèl·lules eucariotes. A través de la respiració aeròbica, els mitocondris produeixen la major part del trifosfat d'adenosina (ATP) que consumeixen les cèl·lules com a font d'energia química. Albert von Kölliker els descobrí el 1857 en els músculs voluntaris dels insectes. El terme «mitocondri» fou encunyat per Carl Benda el 1898.
Hi ha organismes multicel·lulars que tenen certs tipus de cèl·lules mancades de mitocondris (com els eritròcits madurs dels mamífers). A més a més de subministrar energia, els mitocondris estan implicats en diferents processos, com ara la comunicació, la diferenciació i l'apoptosi, així com el cicle cel·lular i el seu creixement. Els mitocondris s'han relacionat amb diverses malalties humanes, com ara les malalties mentals, disfuncions cardíaques, i tenen un paper important en el procés de l'envelliment. La paraula «mitocondri» prové dels mots grecs μίτος mitos, 'fil', i χονδρίον khondríon, 'grànul'. La seva descendència no està ben compresa, però, segons la teoria endosimbiòtica, són descendents d'antics bacteris que foren incorporats simbiòticament pels avantpassats de les cèl·lules eucariotes fa més de mil milions d'anys.
Hi ha diverses característiques que fan únics els mitocondris. El nombre de mitocondris en una cèl·lula varia molt segons el tipus d'organisme i de teixit. Moltes cèl·lules tenen un sol mitocondri, mentre que d'altres en poden tenir diversos milers. L'orgànul està compost per compartiments que duen a terme funcions especialitzades. Aquests compartiments o regions inclouen la membrana externa, l'espai intermembranós, la membrana interna, les crestes mitocondrials i la matriu. Les proteïnes mitocondrials varien en funció dels teixits i les espècies. En els humans hi ha 615 tipus de proteïnes que s'identifiquen amb els mitocondris cardíacs, mentre que en els murins se'n troben fins a 940 codificats per diferents gens. Es creu que el proteoma mitocondrial està regulat dinàmicament. Tot i que la major part de l'ADN està continguda dins del nucli, els mitocondris tenen el seu propi genoma independent. A més a més, el seu ADN demostra una similitud significativa amb els genomes bacterians.

## Història
- 1857 - Kölliker descriu les característiques dels mitocondris dels músculs.
- 1890 - Altmann descriu una tècnica per tenyir els mitocondris i assumeix la seva autonomia metabòlica i genètica.
- 1920 - Ivan Wallin estén als mitocondris la teoria endosimbiòtica que el 1905 el botànic Konstantin Mereschkowski ja havia hipotetitzat respecte als cloroplasts.[10][11]
- 1937 - Hans Adolf Krebs descobreix el sistema del cicle de Krebs, que es dona dins dels mitocondris.
- 1948-50 - Lehninger i Kennedy mostren que el cicle de Krebs, la beta-oxidació i la fosforilació oxidativa es donen en tots els mitocondris.
- 1967 - Lynn Margulis recupera les hipòtesis endosimbiòtiques d'Ivan Wallin i Konstantin Mereschkowski i hi afegeix hipòtesis pròpies (l'endosimbiosi dels flagels) que són errònies. Malgrat això, en ser la dona de Carl Sagan aconsegueix un renom que permet donar a conèixer més la teoria.[12]
- 1978 - Peter Mitchell rep el premi Nobel per formular la teoria de la química osmòtica.
- 1981 - Anderson i el seu equip descobreixen l'estructura genètica de l'ADN mitocondrial humà.
- 1997 -Boyer i Walker reben el premi Nobel pels seus estudis sobre l'estructura i el funcionament de l'ATP.

## Estructura

Estructura del mitocondri:
1) Membrana interna
2) Membrana externa
3) Crestes mitocondrials
4) Matriu

Estructura d'un mitocondri

Els mitocondris tenen membranes externes i interns compostes per bicapes fosfolípidiques i proteïnes. Tanmateix, les dues membranes tenen propietats diferents. A causa d'aquesta organització de doble membrana, hi ha cinc diferents compartiments dins del mitocondri: 
- la membrana mitocondrial externa,
- l'espai intermembranós (espai comprès entre la membrana externa i la interna),
- la membrana mitocondrial interna,
- l'espai entre les crestes mitocondrials, i
- la matriu mitocondrial (espai interior de la membrana).

### Membrana externa
La membrana mitocondrial externa, és una bicapa fosfolipídica que engloba tot l'orgànul. Té una composició proteïna/fosfolípids semblant a la de la membrana plasmàtica eucariota (aproximadament 1:1 en pes). Conté nombroses proteïnes integrals de membrana com la porina, que conté un canal intern relativament gran (entre 2-3 nm) permeable a totes les molècules inferiors a 5.000 daltons. Les molècules més grans poden travessar la membrana externa mitjançant el transport actiu a través de les proteïnes transportadores de la membrana. La membrana externa també conté enzims implicats en activitats tan diverses com l'elongació d'àcids grassos, l'oxidació de l'epinefrina (adrenalina) i la degradació del triptòfan (aminoàcid aromàtic).
L'alteració de la membrana externa permet a les proteïnes sortir de l'espai intermembranós cap al citosol provocant la mort cel·lular.

### Espai intermembranós
L'espai intermembranós és l'espai que hi ha entre la membrana externa i la interna. Atès que la membrana externa és lleugerament permeable a petites molècules, la seva concentració d'ions i de sucres és la mateixa que la del citosol. Tanmateix, les proteïnes han de tenir una seqüència específica de senyalització per poder ser transportades a través de la membrana externa. La composició de proteïnes d'aquest espai és diferent a la del citosol. Una proteïna que se situa a l'espai intermembranós és coneguda com a citocrom c.

### Membrana interna
La membrana interna conté proteïnes amb quatre tipus de funcions:
1. Les que porten el control de les reaccions d'oxidació-reducció de la fosforilació oxidativa.
2. L'ATP sintasa, que genera ATP a la matriu.
3. Proteïnes de transport específiques que regulen el pas metabòlic d'entrada i de sortida de la matriu.
4. Proteïnes d'importació de maquinària.

Té més de cent pèptids diferents i un alt contingut de proteïnes fosforilatives (més de 3:1 en pes, que és al voltant d'una proteïna per cada quinze fosfolípids). A la membrana interna es troben el voltant d'1/5 del total de proteïnes del mitocondri. A més a més, la membrana interna és rica en fosfolípids i cardiolipines. Aquests fosfolípids foren descoberts als cors de les vaques el 1924, i en general es caracteritzen per les membranes plasmàtiques dels mitocondris i dels bacteris. Les cardiolipines contenen quatre àcids grassos en comptes de dos i ajuden a fer l'interior de la membrana impermeable. A diferència de la membrana externa, la interna no conté porus i és altament impermeable a totes les molècules. Gairebé tots els ions i molècules requereixen transportadors de membrana per poder entrar o sortir de la matriu. Les proteïnes són conduïdes a la matriu per mitjà de complexos de translocasa de membrana interior (TMI) o per mitjà d'Oxa1. A més, existeix un potencial de membrana a través de la membrana interior, format per l'acció d'enzims de la cadena transportadora d'electrons.

#### Cresta mitocondrial

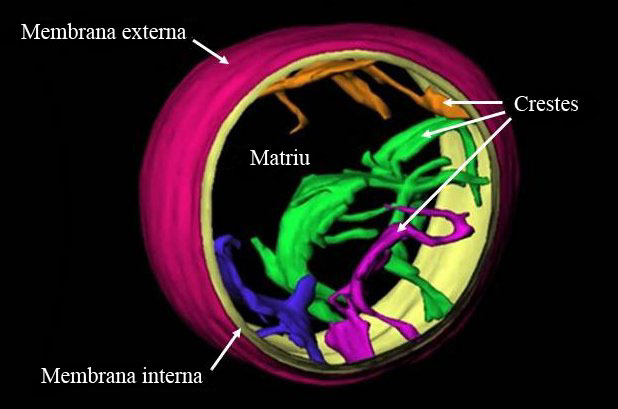
Tall en secció de les crestes d'un mitocondri de fetge de rata, mostrant la probable estructura tridimensional i la relació amb la membrana interna.

A diferència de la membrana externa, que és llisa, la membrana interna està composta de nombrosos plecs, que reben el nom de crestes mitocondrials. Aquestes crestes amplien la superfície de la membrana interna per poder augmentar-ne la capacitat de produir ATP. Aquest plecs no es formen per atzar, sinó que estan col·locats d'una forma determinada, ja que poden afectar el funcionament de la quimiosmosi. En la disposició típica dels mitocondris del fetge, per exemple, la superfície de les crestes mitocondrials és aproximadament cinc vegades superior a la de la membrana externa. Els mitocondris de les cèl·lules que tenen una major demanda d'ATP, com les cèl·lules musculars, contenen un volum més gran de crestes.

### Matriu mitocondrial
La matriu és l'espai tancat per la membrana interna. Conté aproximadament dos terços del total de les proteïnes d'un mitocondri. La matriu és important en la producció d'ATP, amb l'ajuda de l'ATP sintasa situada a l'interior de la membrana. La matriu conté una alta concentració d'una mescla de centenars d'enzims, de ribosomes mitocondrials especials, ARNt i diverses còpies d'ADN del genoma mitocondrial. Les principals funcions dels enzims inclouen l'oxidació del piruvat, d'àcids grassos i el cicle de Krebs.
Els mitocondris tenen el seu propi material genètic, i la maquinària per la fabricació dels seus propis ARN i proteïnes. Un estudi sobre l'ADN mitocondrial va revelar que estava compost de 16.560 parelles de bases codificats en un total de 37 gens, 22 ARNt, 2 ARNr i 13 gens peptídics. Els 13 pèptids mitocondrials en els éssers humans s'integren a la membrana mitocondrial interna, juntament amb les proteïnes codificades pels gens que resideixen a la cèl·lula hoste del nucli.

## Organització i localització

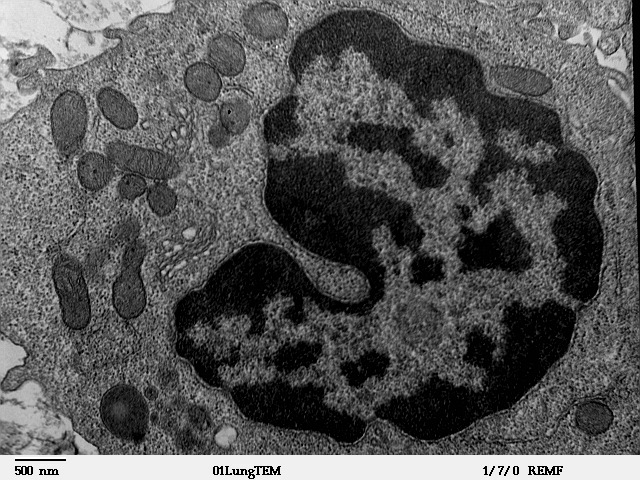
Mitocondris en un macròfag.

Els mitocondris es troben dispersos pel citoplasma en gairebé totes les cèl·lules eucariotes. El seu nombre i ubicació varia segon el tipus de cèl·lula. Un nombre considerable de mitocondris es troben al fetge, al voltant de 1.000 - 2.000 per cèl·lula, representant una cinquena part del volum cel·lular. Sovint formen una complexa xarxa en 3D dins del citoesquelet. L'associació amb el citoesquelet determina la forma del mitocondri, cosa que n'afecta la funció. Proves recents suggereixen que la vimentina, un dels components del citoesquelet, és fonamental per la seva associació amb el citoesquelet.

## Funcions
Les funcions més importants del mitocondri són la producció d'ATP i la regulació del metabolisme cel·lular. El conjunt de reaccions que participen en la producció d'ATP es coneix col·lectivament com el cicle de Krebs.

### Conversió de l'energia
Com ja s'ha dit anteriorment, un paper important dels mitocondris és la producció d'ATP. Aquest procés es fa per oxidació; els principals productors són: la glucosa, el piruvat i el NADH, que són produïts al citosol. Aquest procés de respiració cel·lular, també conegut com a respiració aeròbica, depèn de la presència d'oxigen. Quan l'oxigen és limitat, els productors glicolítics canvien a una respiració anaeròbica, un procés que és independent del mitocondri. La producció d'ATP a partir d'una molècula de glucosa a través de la respiració aeròbica és de 38 ATPs, mentre que si la respiració és anaeròbica únicament es produeixen 2 ATPs, 19 cops menys.

#### Piruvats i cicle de Krebs
Cada molècula de piruvat produïda per glucòlisi és transportada activament a través de la membrana interna i dins la matriu, on s'oxida i es combina amb el coenzim A per formar CO₂, Acetil-CoA i NADH.
L'Acetil-CoA és el principal substrat per començar el cicle de Krebs, també conegut com el cicle de l''àcid tricarboxilic (TCA). Els enzims necessaris per a aquest procés estan situats a la matriu mitocondrial, amb l'excepció del succinat deshidrogenasa, que es troba a la membrana interna, com a part del complex II. Durant el cicle de Krebs, l'acetil-CoA s'oxida, produint CO₂ i cofactors reduïts (tres molècules de NADH i una de FADH₂) que són una font d'electrons per la cadena transportadora d'electrons, i una molècula de GTP (que es converteix fàcilment en una d'ATP).

#### NADH i FADH₂: La cadena transportadora d'electrons

Procés de la cadena transportadora d'electrons.

L'energia redox del NADH i el FADH₂ és transferida a l'oxigen (O₂) en diversos passos a través de la cadena transportadora d'electrons. Aquesta energia es produeix dins de la matriu a través del cicle de Krebs, però també és produïda al citoplasma per glucòlisi. La reducció dels equivalents del citoplasma es poden importar per mitjà del sistema de llançadora de malat-aspartat de proteïnes antiporter, portant-los a la cadena transportadora d'electrons usant la llançadora de glicerol fosfat. Els complexos de proteïnes de la membrana interna (NADH deshidrogenasa, citocrom c reductasa i citocrom c oxidasa) duen a terme la transferència i l'alliberació gradual de l'energia que s'utilitza per bombar protons (H+) dins l'espai intermembranós. Aquest procés és eficient, però tot i així un petit percentatge dels electrons es redueixen prematurament, reduint l'oxigen i produint les espècies reactives de l'oxigen, com el superòxid. Això pot causar estrès oxidatiu en els mitocondris i pot contribuir a la disminució de la funció mitocondrial associada amb el procés d'envelliment.
A mesura que la concentració de protons augmenta en l'espai intermembranós, s'estableix un fort gradient electroquímic a través de la membrana interna. Els protons poden tornar a la matriu a través del complex d'ATP sintasa i el seu potencial d'energia s'utilitza per sintetitzar l'ATP a partir d'ADP i fosfat inorgànic(Pi). Aquest procés rep el nom de quimiosmosi, i fou descrit per primera vegada per Peter Mitchell que fou guardonat amb el Premi Nobel del 1978 en química pel seu treball. Més tard, part del Premi Nobel en química del 1997 fou atorgat a Paul D. Boyer i John E. Walker per la seva clarificació del funcionament de l'ATP sintetasa.

#### Producció de calor

Esquema d'una cèl·lula animal mostrant els seus orgànuls i altres components subcel·lulars:
(1) Nuclèol
(2) Nucli cel·lular
(3) Ribosomes (els punts petits)
(4) Vesícula
(5) Reticle endoplasmàtic rugós
(6) Aparell de Golgi
(7) Citoesquelet
(8) Reticle endoplasmàtic llis
(9) Mitocondri
(10) Vacúol
(11) Citoplasma
(12) Lisosoma
(13) Centríols dins del centrosoma

Sota certes condicions, els protons poden tornar a entrar a la matriu mitocondrial sense contribuir a la síntesi d'ATP. Aquest procés es coneix com a «fuga de protons mitocondrials» o «dissociació», i es deu a la difusió facilitada de protons a la matriu. Aquest procés dona lloc a un desaprofitament energètic potencial del gradient electroquímic de protons, que s'emet en forma de calor. El procés es transmet per un canal de protons anomenat UCP1. L'UCP1 és una proteïna de 33kDa descoberta per primera vegada el 1973. Es troba principalment al teixit adipós marró i és el responsable que no hi hagi calfreds per la temperatura. El teixit adipós marró es troba en els mamífers, especialment aquells que hibernen. En els humans, aquest teixit està molt present però es va perdent amb l'edat.

### Emmagatzemament d'ions de calci
Les concentracions de calci lliure de la cèl·lula poden regular una sèrie de reaccions i són importants per la seva transducció de senyals. Els mitocondris poden emmagatzemar transitòriament el calci, un procés que contribueix a l'homeòstasi del calci. De fet, la seva capacitat per capturar ràpidament el calci per la seva posterior posada en llibertat els converteix en molt bons «dipòsits citosòlics» del calci. El reticle endoplasmàtic rugós és el més important dels orgànuls quant a l'emmagatzemament de calci i té una estreta relació amb la capacitat del mitocondri. El calci és recollit a la matriu per un uniporter de calci de la membrana interna mitocondrial. És impulsat principalment pel potencial de membrana. L'alliberament de calci present de nou a l'interior de la cèl·lula pot tenir lloc a través de la via d'intercanvi de proteïnes sodi-calci o per la via «calci-induït-calci-alliberat». Això pot iniciar espigues de calci o onades de calci i provocar grans canvis en el potencial de membrana. Aquests poden activar una sèrie de segons missatgers a les proteïnes que poden coordinar processos tals com l'alliberació de neurotransmissors a les cèl·lules nervioses o l'alliberament d'hormones a les cèl·lules endocrines.

### Altres funcions
Els mitocondris tenen un paper molt important en altres funcions metabòliques:
- Regulació del potencial de membrana,[5] en la qual es necessita una gran quantitat d'ATP, el mitocondri s'encarrega de donar la quantitat d'energia adient per la tasca.

- L'apoptosi de la cèl·lula,[32] els mitocondris s'inflen a través de la formació de porus de la membrana, o bé augmenta la permeabilitat de la membrana mitocondrial,[33] també hi ha un creixement del cos per culpa de l'òxid nítric (NO) que és capaç d'introduir l'apoptosi gràcies a l'ajuda de dispersió del potencial de membrana dels mitocondris.[34]

- L'aportació d'àcid glutàmic a les neurones danyades.[35][36]

- Regulació de la proliferació cel·lular (productor d'energia).[37]

- Regulació del metabolisme cel·lular (productor d'energia).[37]

- Algunes reaccions de la síntesi d'hem.[38] les quals es produeixen en el citoplasma del mitocondri.

- Síntesi d'esteroides,[29] que es produeix al citoplasma del mitocondri.

Algunes funcions mitocondrials tenen lloc només en alguns determinats tipus de cèl·lules. Per exemple, els mitocondris de les cèl·lules hepàtiques contenen enzims que els permeten eliminar l'amoníac, un producte de rebuig del metabolisme proteic. Una mutació en els gens que regula qualsevol d'aquestes funcions pot donar lloc a malalties mitocondrials.

## Origen
Els mitocondris tenen moltes característiques en comú amb les cèl·lules procariotes. Per tant, es creu que originalment es tractava de procariotes endosimbiotics.
Els mitocondris tenen el seu propi material genètic, independent del de la cèl·lula i organitzat en forma d'un sol cromosoma circular. Aquest cromosoma mitocondrial conté gens pels seus ribosomes i els vint-i-un ARNt necessaris per la traducció de l'ARNm en les proteïnes. Aquesta estructura de l'ADN circular es troba també en els procariotes i la similitud s'estén pel fet que l'ADN mitocondrial s'organitza amb una variant del codi genètic similar al dels procariotes. Això suggereix que el seu avantpassat, anomenat proto-mitocondri, fou un proteobacteri. En particular, el proto-mitocondri estava probablement relacionat amb Rickettsia. Tanmateix, la relació exacta de l'avantpassat del mitocondri amb els alfa-proteobacteris, i la qüestió de si es va formar al mateix temps o després que el nucli continuen sent temes controvertits.

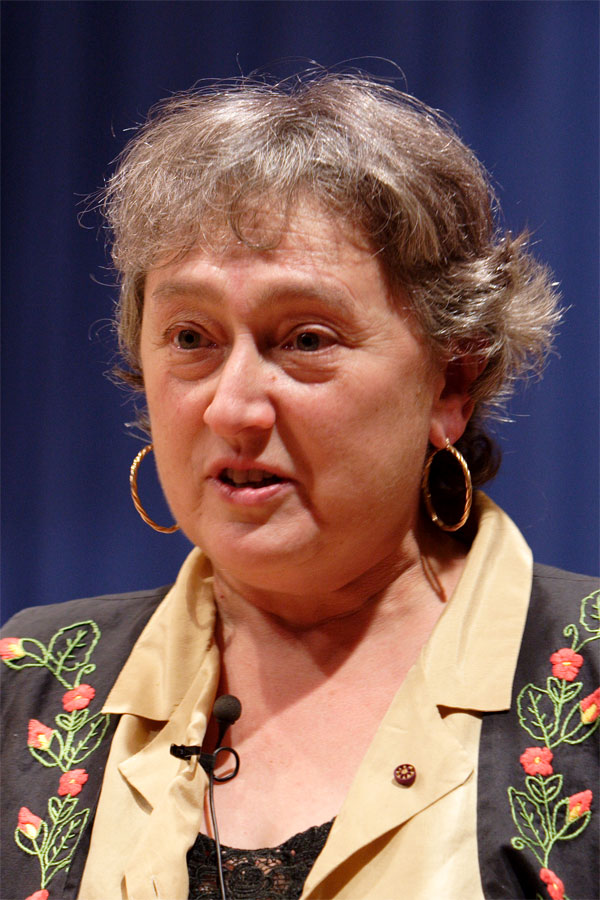
Lynn Margulis, formuladora de la teoria endosimbiòtica

Els ribosomes codificats per l'ADN mitocondrial són molt similars als dels bacteris, tant en mida com en estructura. La seva mida ronda pels 70S (igual que en els bacteris) a diferència dels altres ribosomes de la cèl·lula situats pel citoplasma que és de 80S.
La teoria d'una endosimbiosi dels mitocondris amb les cèl·lules hostes fou popularitzada per Lynn Margulis. La teoria endosimbiòtica suggereix que els mitocondris descendeixen d'eubacteris que d'alguna manera van sobreviure a un procés d'endocitosi de la cèl·lula, i es van incorporar al citoplasma. Els mitocondris van proporcionar a les cèl·lules hostes la capacitat d'obtenir energia per respiració en lloc de només per fermentació, i això els va proporcionar un gran avantatge evolutiu. Quelcom de similar passà amb les cèl·lules que van acollir simbiòticament els bacteris amb capacitat de fer la fotosíntesi. Aquesta incorporació simbiòtica anà en augment, fent que les cèl·lules estiguessin més capacitades per sobreviure. Aquesta relació simbiòtica probablement es desenvolupà fa 1.700-2.000 milions d'anys.
Alguns grups d'organismes eucariotes unicel·lulars manquen de mitocondris: els microsporidis, els metamònads i les arcamebes. Aquests tres grups apareixen com els eucariotes més primitius en l'arbre filogenètic construïts per ARNr; això dona a entendre que van aparèixer abans que els mitocondris. Tanmateix, actualment se sap que això és una il·lusió creada per atracció entre branques llargues – es tracta de grups derivats que conserven gens o orgànuls derivats dels mitocondris (per exemple, els mitosomes i hidrogenosomes).
|  | \| \| Ehrlichia \| \| \| \| \| \| Anaplasma \| \| \| \| |
|  |                                                         |
|  | Wolbachia                                               |
|  |                                                         |
|  | Ehrlichia                                               |
|  |                                                         |
|  | Anaplasma                                               |
|  |                                                         |

|  | Ehrlichia |
|  |           |
|  | Anaplasma |
|  |           |

|  | \| \| Ehrlichia \| \| \| \| \| \| Anaplasma \| \| \| \| |
|  |                                                         |
|  | Wolbachia                                               |
|  |                                                         |
|  | Ehrlichia                                               |
|  |                                                         |
|  | Anaplasma                                               |
|  |                                                         |

|  | Ehrlichia |
|  |           |
|  | Anaplasma |
|  |           |

|  | Rickettsia |
|  |            |

|  | \| \| Ehrlichia \| \| \| \| \| \| Anaplasma \| \| \| \| |
|  |                                                         |
|  | Wolbachia                                               |
|  |                                                         |
|  | Ehrlichia                                               |
|  |                                                         |
|  | Anaplasma                                               |
|  |                                                         |

|  | Ehrlichia |
|  |           |
|  | Anaplasma |
|  |           |

|  | \| \| Ehrlichia \| \| \| \| \| \| Anaplasma \| \| \| \| |
|  |                                                         |
|  | Wolbachia                                               |
|  |                                                         |
|  | Ehrlichia                                               |
|  |                                                         |
|  | Anaplasma                                               |
|  |                                                         |

|  | Ehrlichia |
|  |           |
|  | Anaplasma |
|  |           |

|  | Rickettsia |
|  |            |

|  | \| \| Ehrlichia \| \| \| \| \| \| Anaplasma \| \| \| \| |
|  |                                                         |
|  | Wolbachia                                               |
|  |                                                         |
|  | Ehrlichia                                               |
|  |                                                         |
|  | Anaplasma                                               |
|  |                                                         |

|  | Ehrlichia |
|  |           |
|  | Anaplasma |
|  |           |

|  | \| \| Ehrlichia \| \| \| \| \| \| Anaplasma \| \| \| \| |
|  |                                                         |
|  | Wolbachia                                               |
|  |                                                         |
|  | Ehrlichia                                               |
|  |                                                         |
|  | Anaplasma                                               |
|  |                                                         |

|  | Ehrlichia |
|  |           |
|  | Anaplasma |
|  |           |

|  | Rickettsia |
|  |            |

|  | \| \| Ehrlichia \| \| \| \| \| \| Anaplasma \| \| \| \| |
|  |                                                         |
|  | Wolbachia                                               |
|  |                                                         |
|  | Ehrlichia                                               |
|  |                                                         |
|  | Anaplasma                                               |
|  |                                                         |

|  | Ehrlichia |
|  |           |
|  | Anaplasma |
|  |           |

|  | \| \| Ehrlichia \| \| \| \| \| \| Anaplasma \| \| \| \| |
|  |                                                         |
|  | Wolbachia                                               |
|  |                                                         |
|  | Ehrlichia                                               |
|  |                                                         |
|  | Anaplasma                                               |
|  |                                                         |

|  | Ehrlichia |
|  |           |
|  | Anaplasma |
|  |           |

|  | Rickettsia |
|  |            |

|  | \| \| Ehrlichia \| \| \| \| \| \| Anaplasma \| \| \| \| |
|  |                                                         |
|  | Wolbachia                                               |
|  |                                                         |
|  | Ehrlichia                                               |
|  |                                                         |
|  | Anaplasma                                               |
|  |                                                         |

|  | Ehrlichia |
|  |           |
|  | Anaplasma |
|  |           |

|  | \| \| Ehrlichia \| \| \| \| \| \| Anaplasma \| \| \| \| |
|  |                                                         |
|  | Wolbachia                                               |
|  |                                                         |
|  | Ehrlichia                                               |
|  |                                                         |
|  | Anaplasma                                               |
|  |                                                         |

|  | Ehrlichia |
|  |           |
|  | Anaplasma |
|  |           |

|  | Rickettsia |
|  |            |

|  | \| \| Ehrlichia \| \| \| \| \| \| Anaplasma \| \| \| \| |
|  |                                                         |
|  | Wolbachia                                               |
|  |                                                         |
|  | Ehrlichia                                               |
|  |                                                         |
|  | Anaplasma                                               |
|  |                                                         |

|  | Ehrlichia |
|  |           |
|  | Anaplasma |
|  |           |

|  | \| \| Ehrlichia \| \| \| \| \| \| Anaplasma \| \| \| \| |
|  |                                                         |
|  | Wolbachia                                               |
|  |                                                         |
|  | Ehrlichia                                               |
|  |                                                         |
|  | Anaplasma                                               |
|  |                                                         |

|  | Ehrlichia |
|  |           |
|  | Anaplasma |
|  |           |

|  | Rickettsia |
|  |            |

|  | \| \| Ehrlichia \| \| \| \| \| \| Anaplasma \| \| \| \| |
|  |                                                         |
|  | Wolbachia                                               |
|  |                                                         |
|  | Ehrlichia                                               |
|  |                                                         |
|  | Anaplasma                                               |
|  |                                                         |

|  | Ehrlichia |
|  |           |
|  | Anaplasma |
|  |           |

|  | \| \| Ehrlichia \| \| \| \| \| \| Anaplasma \| \| \| \| |
|  |                                                         |
|  | Wolbachia                                               |
|  |                                                         |
|  | Ehrlichia                                               |
|  |                                                         |
|  | Anaplasma                                               |
|  |                                                         |

|  | Ehrlichia |
|  |           |
|  | Anaplasma |
|  |           |

|  | Rickettsia |
|  |            |

|  | \| \| Ehrlichia \| \| \| \| \| \| Anaplasma \| \| \| \| |
|  |                                                         |
|  | Wolbachia                                               |
|  |                                                         |
|  | Ehrlichia                                               |
|  |                                                         |
|  | Anaplasma                                               |
|  |                                                         |

|  | Ehrlichia |
|  |           |
|  | Anaplasma |
|  |           |

|  | \| \| Ehrlichia \| \| \| \| \| \| Anaplasma \| \| \| \| |
|  |                                                         |
|  | Wolbachia                                               |
|  |                                                         |
|  | Ehrlichia                                               |
|  |                                                         |
|  | Anaplasma                                               |
|  |                                                         |

|  | Ehrlichia |
|  |           |
|  | Anaplasma |
|  |           |

|  | Rickettsia |
|  |            |

|  | \| \| Ehrlichia \| \| \| \| \| \| Anaplasma \| \| \| \| |
|  |                                                         |
|  | Wolbachia                                               |
|  |                                                         |
|  | Ehrlichia                                               |
|  |                                                         |
|  | Anaplasma                                               |
|  |                                                         |

|  | Ehrlichia |
|  |           |
|  | Anaplasma |
|  |           |

|  | \| \| Ehrlichia \| \| \| \| \| \| Anaplasma \| \| \| \| |
|  |                                                         |
|  | Wolbachia                                               |
|  |                                                         |
|  | Ehrlichia                                               |
|  |                                                         |
|  | Anaplasma                                               |
|  |                                                         |

|  | Ehrlichia |
|  |           |
|  | Anaplasma |
|  |           |

|  | Rickettsia |
|  |            |

|  | \| \| Ehrlichia \| \| \| \| \| \| Anaplasma \| \| \| \| |
|  |                                                         |
|  | Wolbachia                                               |
|  |                                                         |
|  | Ehrlichia                                               |
|  |                                                         |
|  | Anaplasma                                               |
|  |                                                         |

|  | Ehrlichia |
|  |           |
|  | Anaplasma |
|  |           |

|  | \| \| Ehrlichia \| \| \| \| \| \| Anaplasma \| \| \| \| |
|  |                                                         |
|  | Wolbachia                                               |
|  |                                                         |
|  | Ehrlichia                                               |
|  |                                                         |
|  | Anaplasma                                               |
|  |                                                         |

|  | Ehrlichia |
|  |           |
|  | Anaplasma |
|  |           |

|  | Rickettsia |
|  |            |

|  | \| \| Ehrlichia \| \| \| \| \| \| Anaplasma \| \| \| \| |
|  |                                                         |
|  | Wolbachia                                               |
|  |                                                         |
|  | Ehrlichia                                               |
|  |                                                         |
|  | Anaplasma                                               |
|  |                                                         |

|  | Ehrlichia |
|  |           |
|  | Anaplasma |
|  |           |

|  | \| \| Ehrlichia \| \| \| \| \| \| Anaplasma \| \| \| \| |
|  |                                                         |
|  | Wolbachia                                               |
|  |                                                         |
|  | Ehrlichia                                               |
|  |                                                         |
|  | Anaplasma                                               |
|  |                                                         |

|  | Ehrlichia |
|  |           |
|  | Anaplasma |
|  |           |

|  | Rickettsia |
|  |            |

|  | \| \| Ehrlichia \| \| \| \| \| \| Anaplasma \| \| \| \| |
|  |                                                         |
|  | Wolbachia                                               |
|  |                                                         |
|  | Ehrlichia                                               |
|  |                                                         |
|  | Anaplasma                                               |
|  |                                                         |

|  | Ehrlichia |
|  |           |
|  | Anaplasma |
|  |           |

|  | \| \| Ehrlichia \| \| \| \| \| \| Anaplasma \| \| \| \| |
|  |                                                         |
|  | Wolbachia                                               |
|  |                                                         |
|  | Ehrlichia                                               |
|  |                                                         |
|  | Anaplasma                                               |
|  |                                                         |

|  | Ehrlichia |
|  |           |
|  | Anaplasma |
|  |           |

|  | Rickettsia |
|  |            |

|  | \| \| Ehrlichia \| \| \| \| \| \| Anaplasma \| \| \| \| |
|  |                                                         |
|  | Wolbachia                                               |
|  |                                                         |
|  | Ehrlichia                                               |
|  |                                                         |
|  | Anaplasma                                               |
|  |                                                         |

|  | Ehrlichia |
|  |           |
|  | Anaplasma |
|  |           |

|  | \| \| Ehrlichia \| \| \| \| \| \| Anaplasma \| \| \| \| |
|  |                                                         |
|  | Wolbachia                                               |
|  |                                                         |
|  | Ehrlichia                                               |
|  |                                                         |
|  | Anaplasma                                               |
|  |                                                         |

|  | Ehrlichia |
|  |           |
|  | Anaplasma |
|  |           |

|  | Rickettsia |
|  |            |

|  | \| \| Ehrlichia \| \| \| \| \| \| Anaplasma \| \| \| \| |
|  |                                                         |
|  | Wolbachia                                               |
|  |                                                         |
|  | Ehrlichia                                               |
|  |                                                         |
|  | Anaplasma                                               |
|  |                                                         |

|  | Ehrlichia |
|  |           |
|  | Anaplasma |
|  |           |

|  | \| \| Ehrlichia \| \| \| \| \| \| Anaplasma \| \| \| \| |
|  |                                                         |
|  | Wolbachia                                               |
|  |                                                         |
|  | Ehrlichia                                               |
|  |                                                         |
|  | Anaplasma                                               |
|  |                                                         |

|  | Ehrlichia |
|  |           |
|  | Anaplasma |
|  |           |

|  | Rickettsia |
|  |            |

|  | \| \| Ehrlichia \| \| \| \| \| \| Anaplasma \| \| \| \| |
|  |                                                         |
|  | Wolbachia                                               |
|  |                                                         |
|  | Ehrlichia                                               |
|  |                                                         |
|  | Anaplasma                                               |
|  |                                                         |

|  | Ehrlichia |
|  |           |
|  | Anaplasma |
|  |           |

|  | \| \| Ehrlichia \| \| \| \| \| \| Anaplasma \| \| \| \| |
|  |                                                         |
|  | Wolbachia                                               |
|  |                                                         |
|  | Ehrlichia                                               |
|  |                                                         |
|  | Anaplasma                                               |
|  |                                                         |

|  | Ehrlichia |
|  |           |
|  | Anaplasma |
|  |           |

|  | Rickettsia |
|  |            |

|  | \| \| Ehrlichia \| \| \| \| \| \| Anaplasma \| \| \| \| |
|  |                                                         |
|  | Wolbachia                                               |
|  |                                                         |
|  | Ehrlichia                                               |
|  |                                                         |
|  | Anaplasma                                               |
|  |                                                         |

|  | Ehrlichia |
|  |           |
|  | Anaplasma |
|  |           |

|  | \| \| Ehrlichia \| \| \| \| \| \| Anaplasma \| \| \| \| |
|  |                                                         |
|  | Wolbachia                                               |
|  |                                                         |
|  | Ehrlichia                                               |
|  |                                                         |
|  | Anaplasma                                               |
|  |                                                         |

|  | Ehrlichia |
|  |           |
|  | Anaplasma |
|  |           |

|  | Rickettsia |
|  |            |

## Genoma

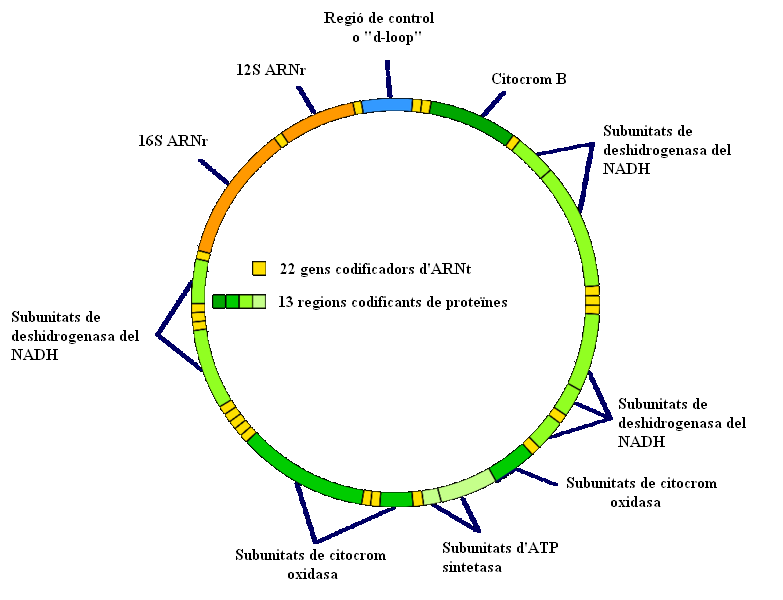
Mapa genètic d'ADN mitocondrial.

El genoma mitocondrial humà és una molècula d'ADN circular d'aproximadament setze quilobases. Està codificat per 37 gens: 13 subunitats dels complexos respiratoris I, III, IV,V, 22 ARNt mitocondrials i 2 ARNr. Un mitocondri pot contenir entre dues i deu còpies d'ADN.
Igual que en les cèl·lules procariotes, hi ha una proporció molt elevada de codificadors d'ADN i una absència de repeticions. Els gens mitocondrials són transcrits com a transcripcions multigèniques, que es fragmenten i passen un procés de poliadenilació per produir ARNm madurs. No totes les proteïnes necessàries per a la funció del mitocondri són codificades pel genoma mitocondrial; la majoria estan codificades pels gens del nucli de la cèl·lula i les corresponents proteïnes importades en el mitocondri. El nombre exacte de gens codificats pel nucli i el genoma mitocondrial és diferent en cada espècie de cèl·lula. En general, els genomes mitocondrials són circulars, tot i que es coneixen algunes excepcions; També en general, l'ADN mitocondrial manca d'introns, com és el cas del genoma mitocondrial humà; Tanmateix, s'han observat introns en l'ADN mitocondrial d'algunes cèl·lules eucariotes, com les del llevat, els protists i fins i tot els dictiostèlids.
Tot i que s'havien predit lleugeres variacions del codi estàndard anteriorment, no se'n va descobrir cap fins al 1979, quan els investigadors que estaven estudiant el genoma mitocondrial humà van determinar que utilitzava un codi alternatiu. Des d'aleshores s'han descobert, moltes lleugeres variacions incloent-hi diversos codis mitocondrials alternatius. D'altra banda, els codons AUA, AUC i AUU són tots codons d'inici admissibles.
| Organisme    | Codó     | Estàndard          | Excepcions         |
| ------------ | -------- | ------------------ | ------------------ |
| Mamífers     | AGA, AGG | Arginina           | Codó de terminació |
| Mamífers     | AUA      | Isoleucina         | Metionina          |
| Mamífers     | UGA      | Codó de terminació | Triptòfan          |
| Invertebrats | AGA, AGG | Arginina           | Serina             |
| Invertebrats | AUA      | Isoleucina         | Metionina          |
| Invertebrats | UGA      | Codó de terminació | Triptòfan          |
| Llevat       | AUA      | Isoleucina         | Metionina          |
| Llevat       | UGA      | Codó de terminació | Triptòfan          |
| Llevat       | CUA      | Leucina            | Treonina           |

Algunes d'aquestes diferències han de ser considerades com a pseudo-canvis en el codi genètic, a causa del fenomen de l'edició de l'ARN, que és habitual en els mitocondris. En els traqueobionts, es pensava que el triplet CGG codificava el triptòfan i no l'arginina; tanmateix, es va revelar que el codó de l'ARN processat era el triplet UGG, en consonància amb el codi genètic universal de triptòfan. Cal remarcar que el codi genètic mitocondrial dels artròpodes ha sofert una evolució paral·lela dins del fílum, on alguns organismes tradueixen exclusivament de l'AGG a la lisina.
El genoma dels mitocondris té molts menys gens que els eubacteris dels quals es creu que descendeixen. Tot i que alguns han desaparegut totalment, molts d'ells han sigut traslladats al nucli, com ara les subunitats de proteïnes del complex respiratori II. Es creu que això és relativament habitual en el temps evolutiu. De fet, alguns organismes, com ara Cryptosporidium, tenen mitocondris que manquen d'ADN, presumiblement a causa del fet que tots els seus gens s'han perdut o han estat transferits. En Cryptosporidium els mitocondris tenen un sistema de generació d'ATP que fa que el paràsit sigui resistent a molts inhibitors mitocondrials habituals com el cianur, l'azida i l'atovaquona.

## La replicació i l'herència
Els mitocondris es divideixen per bipartició, de la mateixa manera que els bacteris, però a diferència d'ells es poden fusionar amb altres mitocondris. La regulació d'aquesta divisió es diferencia varia entre els eucariotes. En molts eucariotes unicel·lulars, el seu creixement i divisió estan relacionats amb el cicle cel·lular. Per exemple, un sol mitocondri pot dividir-se sincronitzadament amb el nucli. Aquesta divisió i segregació han de ser estrictament controlades perquè cada cèl·lula filla rebi almenys un mitocondri. En altres éssers eucariotes (els humans, per exemple), els mitocondris han de replicar el seu ADN i s'han de dividir principalment en resposta a les necessitats energètiques de la cèl·lula, més que en la fase del cicle cel·lular en què es trobi. Quan les necessitats energètiques són altes, els mitocondris tendeixen a dividir-se. Quan l'ús d'energia és baix, els mitocondris són destruïts o es tornen inactius. En aquests exemples, i en contrast amb la situació de molts organismes eucariotes unicel·lulars, els mitocondris són distribuïts de manera aparentment aleatòria per tot el citoplasma durant la divisió.
Els gens mitocondrials no són heretables de la mateixa manera que els gens que es troben en el nucli. En la fertilització d'un òvul per un espermatozoide, tant l'òvul com l'espermatozoide contribuïxen a portar cadascun la meitat de la informació genètica del que serà el zigot. En canvi, els mitocondris, i per tant, l'ADN mitocondrial, provenen habitualment de l'òvul. La informació genètica mitocondrial de l'espermatozoide entra dins de l'òvul però no contribueix a la informació genètica de l'embrió. En canvi, els mitocondris paternals són marcats amnh ubiquitina per seleccionar-los per la seva posterior destrucció a l'interior de l'embrió. L'òvul conté un nombre relativament reduït de mitocondris que posteriorment s'aniran dividint fins a tenir prou mitocondris a les diferents cèl·lules de l'organisme ja adult. Per tant, en la majoria de casos els mitocondris són heretats per la línia femenina, coneguda com l'herència materna. Aquest mecanisme es dona en la majoria dels organismes, incloent-hi tots els animals, tot i que en certs casos es dona per herència paterna. Aquest tipus d'herència es dona en certs pinòpsids, però no en pins i en arbres de taulat. També s'ha suggerit que es produeix a un nivell molt baix en els éssers humans.
L'herència unipaternal condueix a poques possibilitats de recombinació genètica entre els diferents llinatges dels mitocondris, tot i que un sol mitocondri pot contenir d'entre 2 a 10 còpies del seu ADN. Per aquesta raó, l'ADN mitocondrial generalment es reprodueix per bipartició. És evident que els enzims necessaris per a la recombinació estan presents en les cèl·lules dels mamífers. A més a més, les evidències suggereixen que els animals poden patir la recombinació mitocondrial. Aquestes dades són una mica més controvertides en els éssers humans, tot i l'existència de proves indirectes existents. Si la recombinació no es dona, tota la seqüència d'ADN mitocondrial representarà un únic haplotip pèl que resultarà més útil per l'estudi de la història evolutiva de les poblacions.

## Estudis de la genètica de poblacions
L'absència gairebé total de recombinació genètica en l'ADN mitocondrial és una font d'informació útil pels científics que participen en la genètica de poblacions i en la biologia evolutiva. A causa del fet que tots els ADN mitocondrials són heretats com una sola unitat, o haplotip, les relacions entre l'ADN mitocondrial de diferents individus poden ser representades com un arbre genètic. Les característiques d'aquests arbres de gens poden ser utilitzades per inferir la història evolutiva de les poblacions. L'exemple més clàssic és en la genètica evolutiva humana, quan el rellotge molecular pot ser usat per datar de manera més o menys exacta l'Eva mitocondrial. Això és sovint interpretat com un fort suport a una recent expansió humana moderna fora d'Àfrica. Un altre exemple humà és la seqüència d'ADN mitocondrial dels ossos dels homes neandertals. És relativament gran la distància evolutiva entre les seqüències d'ADN mitocondrial dels neandertals i les dels Homo sapiens, i això s'ha interpretat com a prova que no hi hagué creuaments entre neandertals i homes anatòmicament moderns.
Tanmateix, l'ADN mitocondrial reflecteix només la història de la població femenina i, per tant, no pot representar la història de la població en el seu conjunt. Això pot ser parcialment resolt mitjançant l'ús de seqüències genètiques paternes, com ara la regió no recombinant dels cromosomes Y. En un sentit més ampli, només els estudis que també inclouen l'ADN nuclear poden oferir una història evolutiva precisa d'una població.

## Difusió i malalties

### Malalties mitocondrials
Amb el lloc central que ocupen en el metabolisme cel·lular, els danys – i posterior disfunció – dels mitocondris són factors importants en una ampla gamma de malalties humanes. Els trastorns mitocondrials se solen presentar com a trastorns neurològics, però poden manifestar-se com a miopatia, diabetis, endocrinopatia múltiple o una varietat d'altres manifestacions sistèmiques. Les malalties causades per mutacions en l'ADN mitocondrial són: la síndrome de Kearns-Sayre, la síndrome MELAS i la neuropatia òptica hereditària de Leber. En la immensa majoria dels casos, aquestes malalties es trameten hereditàriament per part de la mare, ja que el zigot deriva els seus mitocondris i, per tant, l'ADN mitocondrial, de l'òvul. Es creu que malalties com la síndrome de Kearns-Sayre, la síndrome de Pearson i l'oftalmoplegia externa progressiva tenen l'origen en rearranjaments a gran escala d'ADN mitocondrial, mentre que altres malalties com la síndrome MELAS, la neuropatia òptica hereditària de Leber, l'epilèpsia mioclònica de fibres vermelles estripades, i altres, es deuen a mutacions puntuals de l'ADN mitocondrial.
En altres malalties, defectes en els gens nuclears donen lloc a la disfunció de les proteïnes mitocondrials. Aquest és el cas de l'atàxia de Friedreich, la síndrome de Strumpell-Lorrain i la malaltia de Wilson. Aquestes malalties són heretades en una relació de dominància, com en el cas de la majoria de malalties genètiques. Una varietat de trastorns poden ser causats per mutacions nuclears d'enzims de fosforilació oxidativa, com la deficiència de coenzim Q i la Síndrome de Barth. Les influències del medi ambient també poden interaccionar amb predisposicions hereditàries i causar malalties mitocondrials. Per exemple, pot haver-hi un vincle entre l'exposició a plaguicides i la posterior aparició de la malaltia de Parkinson.
Altres malalties no relacionades directament amb els enzims mitocondrials poden presentar disfuncions dels mitocondris. Aquestes inclouen l'esquizofrènia, el trastorn bipolar, la demència, l'Alzheimer, l'epilèpsia, els accidents vasculars cerebrals, la retinosi pigmentària, les malalties cardiovasculars i la diabetis. La característica comuna que tenen aquestes malalties aparentment no relacionades és que els danys cel·lulars causen estrès oxidatiu i l'acumulació d'espècies reactives de l'oxigen. Aquests oxidants danyen l'ADN mitocondrial causant la disfunció dels mitocondris i la mort cel·lular. Pel que fa a la recerca en aquest camp, l'IRB de Barcelona vol confirmar la hipòtesi que l'alteració de la funció mitocondrial podria ser l'inici de la diabetis tipus 2, mitjançant l'estudi Mitin.

### Possibles relacions amb l'envelliment
Tenint en compte el paper dels mitocondris com a generadors energètics de la cèl·lula, els electrons d'alta energia de la cadena respiratòria poden fugir per formar espècies reactives de l'oxigen. Això pot provocar un significant estrès oxidatiu amb una alta taxa de mutació de l'ADN del mitocondri. Es creu que té lloc un cercle viciós, a mesura que l'estrès oxidatiu provoca mutacions de l'ADN mitocondrial, que poden provocar anormalitats enzimàtiques i més estrès oxidatiu. Els teixits dels pacients d'edats avançades mostren una disminució de l'activitat enzimàtica de les proteïnes de la cadena respiratòria. Les grans delecions en el genoma mitocondrial poden portar a alts nivells d'estrès oxidatiu i la mort neuronal en malalties com el Parkinson. La hipòtesi de vincles entre l'envelliment i l'estrès oxidatiu no és nova i es va proposar fa més de cinquanta anys; Tanmateix, hi ha un fort debat sobre si els canvis mitocondrials són causats per l'envelliment o simplement en són característiques. Un estudi notable de ratolins no demostrà cap augment d'espècies reactives de l'oxigen tot i l'augment en les mutacions en l'ADN mitocondrial, la qual cosa suggereix que el procés d'envelliment no es deu a l'estrès oxidatiu. Com a resultat d'això, la relació exacta entre els mitocondris, l'estrès oxidatiu i l'envelliment encara no ha estat determinada.